# Emil Sutovsky
Emil Davidovich Sutovski en ruso: Эмиль Давидович Сутовский (Bakú, RSS de Azerbaiyán; 19 de septiembre de 1977) es un Gran Maestro Internacional de ajedrez azerbaiyano nacionalizado israelí.
En Bakú también nacieron, Gari Kaspárov, Teymur Rəcəbov, Shakhriyar Mamedyarov y Vladímir Akopián.
En enero de 2008, en la lista de la FIDE, ocupaba el puesto 76.º del mundo con un ELO de 2642.
Sutovski,en 1996, ganó el Campeonato Mundial Junior de Ajedrez para menores de 20 años, celebrado en Medellín, Colombia.
En 2001, fue ganador del 2.º Campeonato de Europa Individual de ajedrez, celebrado en Ohrid, República de Macedonia (hoy, Macedonia del Norte).
En 2005, logró dos victorias en los torneos abiertos:
En Gibraltar anotó 7.5/10 (la misma puntuación que Levon Aronian, Zahar Yefimenko, Kíril Georgiev y Alekséi Shírov).
En la Abierto de Aeroflot en Moscú, logró 6.5/9 (empatando con Vasili Ivanchuk, Aleksandr Motyliov, Andréi Jarlov y Vladímir Akopián).
En abril de 2007, quedó segundo en el 8.º Campeonato de Europa Individual de ajedrez, celebrado en Dresde, Alemania, tras Vladislav Tkachiev.

## Estilo de juego
Sutovski prácticamente siempre juega 1.e4 con Blancas, de vez en cuando prueba aperturas pasadas de moda como la Defensa de los dos caballos, el Gambito de rey y la apertura escocesa.
Con negras, por lo general, juega la Defensa Grünfeld o la Defensa india de rey contra 1.d4 y casi exclusivamente la Defensa siciliana contra 1.e4.